# Google Meet
Google Meet（グーグル・ミート）はGoogleが開発したビデオ会議アプリケーションである。旧称はHangouts Meetで、2020年4月に名称を改めた。